# フリッツ・コルトナー
フリッツ・コルトナー（Fritz Kortner、1892年5月12日 - 1970年7月22日）はオーストリアの俳優。
ウィーン出身。ドイツで俳優として活動。コルトナーはユダヤ人であったためナチスの台頭を恐れ、1933年、ウィーンとイギリスを経由してアメリカに逃れた。

## 出演作品
- カラマゾフの兄弟（フョードル役） - Die Brüder Karamasoff (1921)
- 戦く影 - Schatten – Eine nächtliche Halluzination (1923)
- 芸術と手術 - Orlac’s Hände (1924)
- 亡国病患者 - Dürfen wir schweigen? (1926)
- マタ・ハリ - Mata Hari, die rote Tänzerin (1927)
- パンドラの箱 - Die Büchse der Pandora  (1929)
- カラマゾフの兄弟（ディミトリ役） - Der Mörder Dimitri Karamasoff (1931)
- 朱金昭 - Chu-Chin-Chow (1934)
- 剃刀の刃 - The Razor's Edge (1946)